# Åskogs församling
Åskogs församling var en församling  i Karlstads stift i nuvarande Säffle kommun. Församlingen uppgick före år 1644 i Långseruds församling.

## Administrativ historik
Församlingen har medeltida ursprung och uppgick före 1644 i Långseruds församling.
Församlingen ingick i Gillberga pastorat.